# A főnök (televíziós sorozat)
A főnök (eredeti cím: The Closer) 2005 és 2012 között futott amerikai televíziós sorozat. A műsor alkotói James Duff, Michael M. Robin és Greer Shephard, a történet pedig a Los Angeles-i rendőrség egyik kiemelt osztályát és annak új főnök-helyettesét követi nyomon. A főbb szereplők közt megtalálható Kyra Sedgwick, J. K. Simmons, Corey Reynolds, Robert Gossett és G. W. Bailey.
A sorozatot az Amerikai Egyesült Államokban a TNT adta 2005. június 13. és 2012. augusztus 13. között. Magyarországon az RTL Klub mutatta be 2006. szeptember 20-án.

## Cselekmény
Brenda Leigh Johnson a CIA által kiképzett nyomozó és vallató, aki az ország legjobbjai közt van számontartva. A szakmabeliek csak "closer"ként hivatkoznak rá: egy olyan vallatóként, aki akár az elítéléshez is elegendő bizonyítékot tud szerezni, ezzel lezárva az adott ügyet. Brendát Atlantából helyezik át a Los Angeles-i rendőrség különleges nyomozati osztályának élére, főnökhelyettesi pozicíóba Will Pope irányítása alatt. Az új városban meg kell barátkoznia új életével és beosztottjaival, akik kezdetben nem örülnek annak, hogy nem közüllük került ki az új főnök.

## Szereplők
| Szereplő                            | Színész              | Magyar hang                    |
| ----------------------------------- | -------------------- | ------------------------------ |
| Brenda Leigh Johnson főnökhelyettes | Kyra Sedgwick        | Götz Anna                      |
| Will Pope főnök                     | J. K. Simmons        | Varga T. József                |
| David Gabriel őrmester              | Corey Reynolds       | Rajkai Zoltán                  |
| Russell Taylor parancsnok/kapitány  | Robert Gossett       | Koroknay Géza Berzsenyi Zoltán |
| Louie Provenza nyomozó/hadnagy      | G.W. Bailey          | Konrád Antal                   |
| Andrew "Andy" Flynn hadnagy         | Anthony John Denison | Rosta Sándor                   |
| Fritz Howard FBI ügynök             | Jon Tenney           | Fekete Ernő                    |
| Mike Tao hadnagy                    | Michael Paul Chan    | Pálfai Péter                   |
| Julio Sanchez nyomozó               | Raymond Cruz         | Rába Roland Háda János         |
| Irene Daniels nyomozó               | Gina Ravera          | Agócs Judit                    |
| Buzz Watson                         | Phillip P. Keene     | Mesterházy Gyula               |
| Willie Ray Johnson                  | Frances Sternhagen   | Gyimesi Pálma Illyés Mari      |
| Clay Johnson                        | Barry Corbin         | Láng József                    |
| Claire Howard                       | Amy Sedaris          | Vándor Éva                     |
| James Bloom                         | Stephen Tobolowsky   | Rubold Ödön                    |
| Thomas Yates ügyész helyettes       | Thomas Ian Griffith  | Lux Ádám                       |
| Devlin Dutton                       | Rick Ravanello       | Viczián Ottó                   |
| Dennis Dutton                       | Douglas Sills        | Szőke Zoltán Gergely Róbert    |
| Deanna Dutton                       | Katy Selverstone     | Tóth Auguszta                  |
| Jackson FBI ügynök                  | Jack Conley          | Vass Gábor                     |
| Faraz Mokhtari                      | Ethan Rains          | Szabó Máté                     |
| Layla Moktari                       | Marina Sirtis        | Andresz Kati                   |
| Craig Sherman                       | Greg Rikaart         | Seszták Szabolcs               |
| Ellen                               | Allison Smith        | Orosz Anna                     |
| Bill Croelick                       | Jason O'Mara         | László Zsolt                   |
| Ricardo Ramos                       | Stephen Martines     | Nagy Sándor                    |
| Charlie Johnson                     | Sosie Bacon          | Földes Eszter                  |
| Dr. Morales                         | Jonathan Del Arco    | Szatmári Attila                |
| Dr. Terrence                        | Bob Clendenin        | Katona Zoltán                  |
| Sharon Raydor kapitány              | Mary McDonnell       | Fehér Anna Szórádi Erika       |

## Évados áttekintés
| Évad | Évad | Részek száma | Részek száma | Eredeti sugárzás | Eredeti sugárzás    | Eredeti adó | Magyar sugárzás      | Magyar sugárzás      | Magyar adó |
| Évad | Évad | Részek száma | Részek száma | Évadbemutató     | Évadzáró            | Eredeti adó | Évadbemutató         | Évadzáró             | Magyar adó |
| ---- | ---- | ------------ | ------------ | ---------------- | ------------------- | ----------- | -------------------- | -------------------- | ---------- |
|      | 1.   | 13           | 13           | 2005. június 13. | 2005. szeptember 5. | TNT         | 2006. szeptember 20. | 2007. január 3.      | RTL Klub   |
|      | 2.   | 15           | 15           | 2006. június 12. | 2006. december 4.   | TNT         | 2007. szeptember 19. | 2008. január 2.      | RTL Klub   |
|      | 3.   | 15           | 15           | 2007. június 18. | 2007. december 3.   | TNT         | 2008. szeptember 26. | 2009. január 23.     | RTL Klub   |
|      | 4.   | 15           | 15           | 2008. július 14. | 2009. február 23.   | TNT         | 2011. június 17.     | 2011. szeptember 23. | RTL Klub   |
|      | 5.   | 15           | 15           | 2009. június 8.  | 2009. december 21.  | TNT         | 2013. január 14.     | 2013. október 7.     | RTL Klub   |
|      | 6.   | 15           | 15           | 2010. július 12. | 2011. január 3.     | TNT         | 2014. augusztus 6.   | 2014. november 12.   | RTL Klub   |
|      | 7.   | 21           | 21           | 2011. július 11. | 2012. augusztus 13. | TNT         | 2015. július 3.      | 2015. november 24.   | RTL Klub   |

## Díjak és jelölések
| Gála                                | Dátum            | Kategória                                      | Jelölt           | Eredmény |
| ----------------------------------- | ---------------- | ---------------------------------------------- | ---------------- | -------- |
| 12. Screen Actors Guild-gála (2005) | 2006. január 29. | Legjobb színésznőnek (drámasorozat)            | Kyra Sedgwick    | Jelölve  |
| 12. Screen Actors Guild-gála (2005) | 2006. január 29. | Legjobb szereplőgárdának (drámasorozat)        | A szereplőgárda  | Jelölve  |
| 13. Screen Actors Guild-gála (2006) | 2007. január 28. | Legjobb színésznőnek (drámasorozat)            | Kyra Sedgwick    | Jelölve  |
| 14. Screen Actors Guild-gála (2007) | 2008. január 27. | Legjobb színésznőnek (drámasorozat)            | Kyra Sedgwick    | Jelölve  |
| 14. Screen Actors Guild-gála (2007) | 2008. január 27. | Legjobb szereplőgárdának (drámasorozat)        | A szereplőgárda  | Jelölve  |
| 15. Screen Actors Guild-gála (2008) | 2009. január 25. | Legjobb színésznőnek (drámasorozat)            | Kyra Sedgwick    | Jelölve  |
| 15. Screen Actors Guild-gála (2008) | 2009. január 25. | Legjobb szereplőgárdának (drámasorozat)        | A szereplőgárda  | Jelölve  |
| 16. Screen Actors Guild-gála (2009) | 2010. január 23. | Legjobb színésznőnek (drámasorozat)            | Kyra Sedgwick    | Jelölve  |
| 16. Screen Actors Guild-gála (2009) | 2010. január 23. | Legjobb szereplőgárdának (drámasorozat)        | A szereplőgárda  | Jelölve  |
| 16. Screen Actors Guild-gála (2009) | 2010. január 23. | Legjobb kaszkadőrgárdának (televíziós sorozat) | A kaszkadőrgárda | Jelölve  |
| 17. Screen Actors Guild-gála (2010) | 2011. január 30. | Legjobb színésznőnek (drámasorozat)            | Kyra Sedgwick    | Jelölve  |
| 17. Screen Actors Guild-gála (2010) | 2011. január 30. | Legjobb szereplőgárdának (drámasorozat)        | A szereplőgárda  | Jelölve  |
| 17. Screen Actors Guild-gála (2010) | 2011. január 30. | Legjobb kaszkadőrgárdának (televíziós sorozat) | A kaszkadőrgárda | Jelölve  |
| 18. Screen Actors Guild-gála (2011) | 2012. január 29. | Legjobb színésznőnek (drámasorozat)            | Kyra Sedgwick    | Jelölve  |

| Gála                       | Dátum            | Kategória                       | Jelölt                          | Eredmény |
| -------------------------- | ---------------- | ------------------------------- | ------------------------------- | -------- |
| 32. Szaturnusz-gála (2005) | 2006. május 2.   | Legjobb kábeltelevíziós sorozat | Legjobb kábeltelevíziós sorozat | Jelölve  |
| 33. Szaturnusz-gála (2006) | 2007. május 10.  | Legjobb kábeltelevíziós sorozat | Legjobb kábeltelevíziós sorozat | Jelölve  |
| 33. Szaturnusz-gála (2006) | 2007. május 10.  | Legjobb televíziós színésznő    | Kyra Sedgwick                   | Jelölve  |
| 34. Szaturnusz-gála (2007) | 2008. június 24. | Legjobb kábeltelevíziós sorozat | Legjobb kábeltelevíziós sorozat | Jelölve  |
| 34. Szaturnusz-gála (2007) | 2008. június 24. | Legjobb televíziós színésznő    | Kyra Sedgwick                   | Jelölve  |
| 35. Szaturnusz-gála (2008) | 2009. június 25. | Legjobb kábeltelevíziós sorozat | Legjobb kábeltelevíziós sorozat | Jelölve  |
| 35. Szaturnusz-gála (2008) | 2009. június 25. | Legjobb televíziós színésznő    | Kyra Sedgwick                   | Jelölve  |
| 36. Szaturnusz-gála (2009) | 2010. június 24. | Legjobb kábeltelevíziós sorozat | Legjobb kábeltelevíziós sorozat | Jelölve  |
| 36. Szaturnusz-gála (2009) | 2010. június 24. | Legjobb televíziós színésznő    | Kyra Sedgwick                   | Jelölve  |
| 37. Szaturnusz-gála (2010) | 2011. június 23. | Legjobb kábeltelevíziós sorozat | Legjobb kábeltelevíziós sorozat | Jelölve  |
| 37. Szaturnusz-gála (2010) | 2011. június 23. | Legjobb televíziós színésznő    | Kyra Sedgwick                   | Jelölve  |
| 38. Szaturnusz-gála (2011) | 2012. július 26. | Legjobb kábeltelevíziós sorozat | Legjobb kábeltelevíziós sorozat | Jelölve  |
| 38. Szaturnusz-gála (2011) | 2012. július 26. | Legjobb televíziós színésznő    | Kyra Sedgwick                   | Jelölve  |

| Gála                           | Dátum                | Kategória                              | Jelölt         | Eredmény |
| ------------------------------ | -------------------- | -------------------------------------- | -------------- | -------- |
| 58. Primetime Emmy-gála (2006) | 2006. augusztus 27.  | Legjobb női főszereplő (drámasorozat)  | Kyra Sedgwick  | Jelölve  |
| 59. Primetime Emmy-gála (2007) | 2007. szeptember 16. | Legjobb női főszereplő (drámasorozat)  | Kyra Sedgwick  | Jelölve  |
| 60. Primetime Emmy-gála (2008) | 2008. szeptember 21. | Legjobb női főszereplő (drámasorozat)  | Kyra Sedgwick  | Jelölve  |
| 61. Primetime Emmy-gála (2009) | 2009. szeptember 20. | Legjobb női főszereplő (drámasorozat)  | Kyra Sedgwick  | Jelölve  |
| 62. Primetime Emmy-gála (2010) | 2010. augusztus 29.  | Legjobb női főszereplő (drámasorozat)  | Kyra Sedgwick  | Elnyerte |
| 62. Primetime Emmy-gála (2010) | 2010. augusztus 29.  | Legjobb vendégszínésznő (drámasorozat) | Beau Bridges   | Jelölve  |
| 63. Primetime Emmy-gála (2011) | 2011. szeptember 18. | Legjobb női főszereplő (drámasorozat)  | Mary McDonnell | Jelölve  |

| Gála                         | Dátum            | Kategória                                | Jelölt        | Eredmény |
| ---------------------------- | ---------------- | ---------------------------------------- | ------------- | -------- |
| 63. Golden Globe-gála (2006) | 2006. január 16. | Legjobb női főszereplőnek (drámasorozat) | Kyra Sedgwick | Jelölve  |
| 64. Golden Globe-gála (2007) | 2007. január 15. | Legjobb női főszereplőnek (drámasorozat) | Kyra Sedgwick | Elnyerte |
| 65. Golden Globe-gála (2008) | 2008. január 13. | Legjobb női főszereplőnek (drámasorozat) | Kyra Sedgwick | Jelölve  |
| 66. Golden Globe-gála (2009) | 2009. január 11. | Legjobb női főszereplőnek (drámasorozat) | Kyra Sedgwick | Jelölve  |
| 67. Golden Globe-gála (2010) | 2010. január 17. | Legjobb női főszereplőnek (drámasorozat) | Kyra Sedgwick | Jelölve  |
| 68. Golden Globe-gála (2011) | 2011. január 16. | Legjobb női főszereplőnek (drámasorozat) | Kyra Sedgwick | Jelölve  |

| Díj                                    | Dátum                            | Kategória                                            | Jelölt                                     | Eredmény |
| -------------------------------------- | -------------------------------- | ---------------------------------------------------- | ------------------------------------------ | -------- |
| Satellite Award (2005)                 | 2005. december 17.               | Legjobb színésznő (drámasorozat)                     | Kyra Sedgwick                              | Elnyerte |
| Imagen Awards (2006)                   | 2006. augusztus 18.              | Legjobb női mellékszereplő                           | Raymond Cruz                               | Elnyerte |
| Imagen Awards (2006)                   | 2006. augusztus 18.              | Legjobb női mellékszereplő                           | Gina Ravera                                | Jelölve  |
| Satellite Award (2006)                 | 2006. december 18.               | Legjobb színésznő (drámasorozat)                     | Kyra Sedgwick                              | Elnyerte |
| Gracie Awards (2006)                   |                                  | Legjobb női főszereplő (drámasorozat)                | Kyra Sedgwick                              | Elnyerte |
| Satellite Award (2007)                 | 2007. december 16.               | Legjobb színésznő (drámasorozat)                     | Kyra Sedgwick                              | Jelölve  |
| Writers Guild of America-díj (2007)    | 2008. február 9.                 | Legjobb epizód drámasorozatban                       | "Hulla két keréken"                        | Jelölve  |
| Satellite Award (2008)                 | 2008. december 14.               | Legjobb színésznő (drámasorozat)                     | Kyra Sedgwick                              | Jelölve  |
| 35. People’s Choice Awards-gála (2008) | 2009. január 7.                  | Az év dívája drámaműsorban                           | Kyra Sedgwick                              | Elnyerte |
| PRISM Awards (2008)                    |                                  | Legjobb epizód drámasorozatban                       | "Míg a halál el nem választ" 1. és 2. rész | Jelölve  |
| NAACP Image Awards (2010)              | 2010. február 26.                | Legjobb női mellékszereplő (drámasorozat)            | Corey Reynolds                             | Jelölve  |
| PRISM Awards (2011)                    |                                  | Legjobb epizód drámasorozatban                       | "Old Money"                                | Jelölve  |
| PRISM Awards (2011)                    | Legjobb alakítás drámasorozatban | Anthony John Dennison                                | Jelölve                                    |          |
| GoldDerby SNUBBEE Awards (2011)        |                                  | Legjobb női főszereplő (vígjáték- vagy drámasorozat) | Kyra Sedgwick                              | Jelölve  |